# Isole della Grecia
Le isole della grecia ricoprono un quinto della superficie del territorio della Grecia, pari a 25.000 km², e la maggior parte delle isole si trova nel mar Egeo. Il loro numero supera, comprendendo le isolette, gli isolotti minori e gli scogli, le 6.000 unità; di queste solamente 227 sono abitate.

## Descrizione
Nel corso dei secoli sono state avanzate diverse convenzioni per classificare le isole egee in diversi sottoarcipelaghi; ad esempio, gli Antichi Greci operavano la semplice distinzione tra le Cicladi (chiamate così perché sembrano raggrupparsi circolarmente attorno a Delo) e le Sporadi (le quali apparivano loro come sparpagliate sul mare). A partire dalla messa in atto del Programma Callicrate quasi tutte le diocesi decentralizzate della Grecia amministrano territori insulari; infatti questa partizione politica non ha tenuto conto di alcune partizioni geografiche tradizionali come criterio per tracciare i confini giurisdizionali (ad esempio Sciro, geograficamente considerata parte delle Sporadi settentrionali, appartiene all'unità periferica di Eubea, oppure Icaria, Samo e le isole di Furni, geograficamente classificate tra le Sporadi meridionali, appartengono alla periferia dell'Egeo Settentrionale).

## Isole dell'Attica

### Unità periferica delle isole

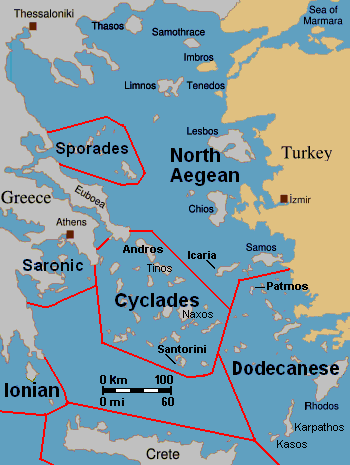
Gli arcipelaghi dell'Egeo

- Isole Saroniche
  - Salamina
  - Egina
  - Poro
  - Idra
  - Spetses
  - Angistri
  - Dokos
- Cerigo
- Cerigotto

## Isole della Macedonia-Tracia

### Periferia della Macedonia Orientale e Tracia
- Taso

- Samotracia

## Isole della Tessaglia-Grecia Centrale

### Periferia della Tessaglia
- Sciato
- Scopelo
- Alonneso
- Kyra Panagia
- Peristera
- Gioura
- Skantzoura

### Periferia della Grecia Centrale
- Eubea
- Sciro

## Isole del Peloponneso-Grecia Centrale-Isole Ionie

### Periferia del Peloponneso
- Cervi

### Periferia delle Isole Ionie
Isole Ionie
- Corfù
- Paxi
- Leucade
- Cefalonia
- Itaca
- Zante
- Cerigo
- Antipasso
- Meganisi
- Kalamos
- Kastos
- Arkoudi
- Atokos
- Strofadi
- Cerigotto
- Cervi
- Sapienza
- Sfacteria
- Venetico
- Schiza
- Proti
- Isole Echinadi
- Isole Diapontie
  - Fanò (Othoni)
  - Merlera (Ereikoussa)
  - Mathraki

## Isole dell'Egeo

### Periferia dell'Egeo meridionale
Cicladi
- Amorgo
- Anafi
- Andro
- Antiparo
- Argentiera
- Ceo o Zea
- Citno o Termia
- Delo
- Giura
- Io
- Makronisos
- Mykonos
- Milo
- Nasso
- Paro
- Policandro
- Polyaigos
- Rineia
- Santorini (Thira)
- Serifo
- Sicandro
- Sifanto
- Siro o Sira
- Tino
- Piccole Cicladi
  - Denusa
  - Iraclia
  - Keros
  - Koufonissia
  - Schoinoussa

Dodecaneso
- Agathonisi (Gaidaro)
- Alinnia
- Arkoi
- Calchi
- Càlino
- Caso
- Castelrosso (Megisti)
- Coo
- Farmaco
- Gyali
- Kinaros
- Lero
- Levita
- Lisso
- Nímos
- Nisiro
- Patmo
- Piscopi
- Pserimos
- Rodi
- Saria
- Scarpanto
- Simi
- Syrna
- Stampalia
- Telendos

### Periferia dell'Egeo settentrionale
- Lemno
- Agiostrati
- Lesbo
- Chio
- Oinousses
- Psara
- Samo
- Icaria
- Furni
- Thimena

## Isole di Creta

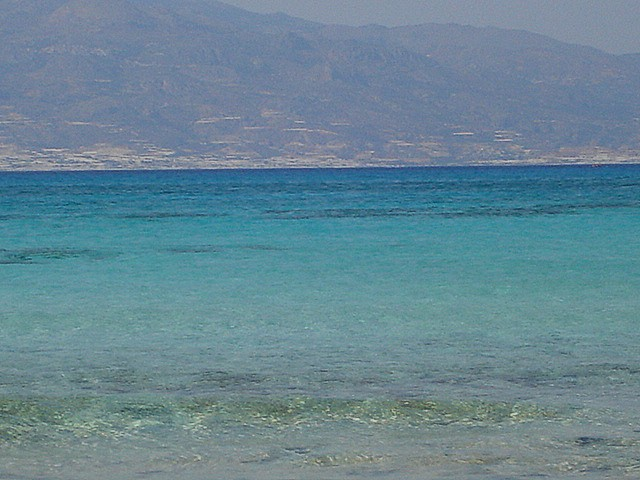
Creta vista dalla spiaggia della piccola isola Chrissi

- Creta

- Agia Eirinī
- Agriomandra
- Artemis
- Ammoudi tous Volakous
- Chrysī
- Dragonada
- Elafonīsi
- Fotia (isola)
- Gaidouronisi
- Gianysada
- Gavdos
- Gavdopoula
- Koufonisi (Lefki)
- Loutro
- Makroulo
- Marmaro
- Megalonisi
- Mikronisi
- Papadoplaka
- Paximada
- Paximadaki
- Paximadia
- Prasonisi, Gavdou
- Prasonisi, Rethymnou
- Psyllos
- Schistonisi
- Strongyli
- Thetis
- Psarocharako
- Trachilos
- Trafos
- Treis Volakous